# Ardisia pachyrhachis
Ardisia pachyrhachis là một loài thực vật có hoa trong họ Anh thảo. Loài này được (F.Muell.) F.Muell. mô tả khoa học đầu tiên năm 1891.